# Szent Ilona-szigeti lile
A Szent Ilona-szigeti lile (Charadrius sanctaehelenae) a madarak osztályának, a lilealakúak (Charadriiformes) rendjébe, ezen belül a lilefélék (Charadriidae) családjába tartozó faj.

## Rendszerezése
A fajt James Edmund Harting angol ornitológus írta le 1873-ban, az AEgialitis nembe AEgialitis sanctae-helenae néven. Egyes szervezetek az Ochthodromus nembe sorolják Ochthodromus sanctaehelenae néven.

## Előfordulása
Az Atlanti-óceán déli részén, Szent Ilona-szigetén honos. Természetes élőhelyei a mérsékelt övi gyepek és cserjések, valamint legelők. Állandó, nem vonuló faj.

## Megjelenése
Testhossza 15 centiméter.

## Szaporodása
|  |

## Természetvédelmi helyzete
Az elterjedési területe nagyon kicsi, egyedszáma 560 példány körüli, viszont növekszik. A Természetvédelmi Világszövetség Vörös listáján sebezhető fajként szerepel.